# Anabacerthia
Anabacerthia är ett fågelsläkte i familjen ugnfåglar inom ordningen tättingar. Släktet omfattar fem arter med utbredning från södra Mexiko till Argentina:
- Fjällstrupig lövletare (A. variegaticeps)
- Berglövletare (A. striaticollis)
- Roststjärtad lövletare (A. ruficaudata)
- Vitbrynad lövletare (A. amaurotis)
- Ockrabröstad lövletare (A. lichtensteini)

Ockrabröstad och roststjärtad lövletare placerades tidigare i Philydor.